# Бобенталь

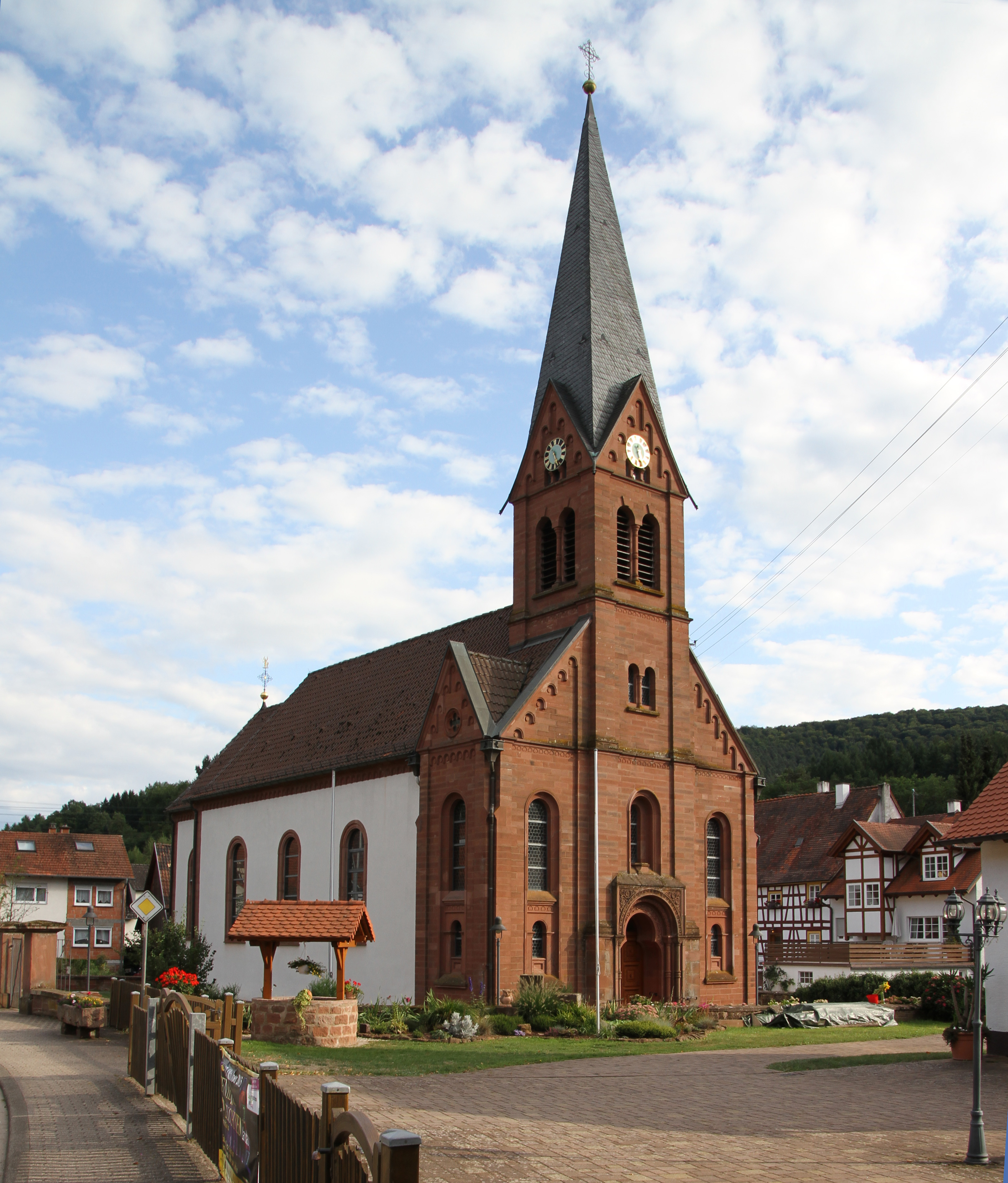

Бобенталь (нем. Bobenthal) — коммуна в Германии, в земле Рейнланд-Пфальц. 
Входит в состав района Юго-западный Пфальц. Подчиняется управлению Данер Фельзенланд.  Население составляет 325 человек (на 31 декабря 2010 года). Занимает площадь 21,24 км².